# Laigneville
Laigneville és un municipi francès, situat al departament de l'Oise i a la regió dels Alts de França. L'any 1999 tenia 3.789 habitants.

## Situació
Laigneville es troba a la part meridional de l'Oise, una mica al nord de localitats con Nogent-sur-Oise o Creil.

## Administració
Laigneville forma part del cantó de Liancourt, que al seu torn forma part de l'arrondissement de Clermont. L'alcalde de la ciutat és Jean-Marie Delaporte (2001-2008).

## Història
Laigneville comença com un petit poblet del segle vi o vii centrat en l'església de Sant Rémi. Avui en dia, l'únic cementiri de la localitat voreja aquesta església del segle xi.
Laigneville també era coneguda per les seves imposants pedreres de guix, abandonades avui en dia, els vestigis de les quals serveixen per als que conreen xampinyons de París. Entre els edificis que foren construïts amb aquest material destaquen la Manufacture Royale de Beauvais, el castell de Fitz-James o la Gare du Nord.

## Llocs d'interès
- L'església de Saint-Rémi
- La capitania dels Templaris